# Haplocochlias ortizi
Haplocochlias ortizi is een slakkensoort uit de familie van de Skeneidae. De wetenschappelijke naam van de soort is voor het eerst geldig gepubliceerd in 2005 door Espinosa, Ortea & Fernandez-Garces.